# Танос
Танос је измишљени лик који се појављује у америчким стриповима издавачке куће Марвел Комикс. Направио га је писац/уметник Џим Сталин, а први пут се појавио у стрипу Непобедиви Ајронмен #55, фебруара 1973. године.
Овај лик се појављује у филмовима Марвеловог филмског универзума, а глуме га Дамион Патије у филму Осветници (2012) и Џош Бролин у филмовима Чувари галаксије (2014), Осветници: Ера Алтрона (2015), Осветници: Рат бескраја (2018) и Осветници: Крај игре (2019) кроз снимке гласа и покрета. Лик се појављује у разним адаптацијама стрипова, укључујући анимиране телевизијске серије, аркадне и видео игре.

## Биографија
Танос је рођен на Сатурновом месецу Титану. По рођењу, његова мајка је била шокирана његовим изгледом и покушала га је убити, јер је веровала да ће њен син уништити цели живот у свемиру, али ју је зауставио А'Ларс, Таносов отац. Током школских година, Танос је био пацифиста, а играо се једино са својим братом Еросом и кућним љубимцима. До адолесценције, Танос је постао фасциниран нихилзмом и смрћу, обожавао је и евентуално се заљубио у физичко утеловљење смрти, Госпођицу Смрт. Као одрасла особа, Танос је повећао своју физичку снагу и моћи кроз своје врхунско научно знање. Покушао је и да створи живот за себе усвајајући многу децу као и постајући пират. Не налази уопште никакво испуњење све док га не посети Госпођица Смрт, за коју убија своје потомство и свог пиратског капетана.

## Космичка коцка и Камење бескраја
Желећи да импресионира Госпођицу Смрт, Танос окупља војску злогласних ванземаљаца и почиње нуклеарно бомбардовање Титана које убија милионе чланова своје расе. Тражећи универзалну моћ у облику Космичке коцке, Танос путује на Земљу. Пре слетања његов брод уништава оближњи аутомобил док породица сведочи о његовом доласку. Без знања Таноса, два члана породице су преживела у возилу: очев дух је сачуван од стране Титанског космичког ентитета Кроноса и добио је нову форму Дракса Разарача док је кћер пронашао Таносов отац и подигао је како би постала јунакиња Мундрагон. Танос на крају пронађе Коцку, а такође привлачи и пажњу Госпођице Смрти. Спреман да га Коцка направи свемоћним, Танос затим одбацује Коцку. Затим затвара Кроноса и разљућује Кри јунакињу Капетан Марвел, која је, уз помоћ суперхеројског тима, Осветника и суперкомпјутера на Титану, на крају успела да порази Таноса уништавањем Коцке.
Танос касније добија помоћ Адама Варлока у рату против Магуса и његовог верског царства. Током овог савеза. Танос кује план да се поново уједини са Госпођицом Смрти, и тајно краде енергију Варлоковог Камена душе, комбинујући га са моћима других Камења бескраја како би створио оружје моћно да уништи звезду. Варлок позове Осветнике и Капетана Марвела како би зауставили Таноса, иако је план спречен када Танос убије Варлока. Титан се регрупира и ухвати хероје, које ослобађа Спајдермен и Тинг. Таноса је коначно зауставио Варлок, чији дух излази из Камена душе и претвара Титана у камен. Таносов дух се евентуално поново појави како би пратио душу умируће Капетана Марвел у краљевство Смрти.

## Моћи и способности
Танос је мутантски члан расе суперљуди познатих као Титански Вечни. Поседује способности које су заједничке за све Вечне, али се у вишем степену појачавају комбинацијом његовог мутантско-вечног наслеђа, бионичке амплификације, мистицизма и моћи које му даје апстрактни ентитет, Смрт. Демонстрирајући огромну надљудску снагу, брзину, издржљивост, бесмртност и неповредивост међу осталим особинама, Танос може апсорбовати и пројектовати огромне количине космичке енергије и способан је за телекинезу и телепатију. Може да манипулише материјом и да живи на неодређено време без хране, ваздуха или воде, не може умрети од старости, имун је на све земаљске болести и има високу отпорност на психичке нападе. Танос је такође истренирани борац, обучен у рату на Титану.
Танос је супергеније у скоро свим познатим областима напредне науке и створио је технологију која далеко превазилази оно што се налази на савременој Земљи. Често користи превозну столицу способну за летење у свемиру, пројекцију поља силе, телепортацију, путовање кроз време и кретање кроз алтернативне универзуме. Танос је такође главни стратег и користи неколико свемирских бродова, најмање три под именом "Светилиште", као основу операција.

## У другим медијима

### Филм
- У филму Осветници (2012) Танос се накратко појављује у сцени на крају филма. Дамион Патије глуми Таноса, Локијевог мистериозног мецену.[11][12]
- Танос се појављује у филму Чувари галаксије (2014). У филму се такође појављују његове усвојене кћерке Гамора и Небула.[13] Џош Бролин је глумио Таноса.[14] Танос је првобитно требало да има већу улогу у Чуварима галаксије, али је Џош Видон осећао да карактер треба да се нежније проширује.[15]
- У филму Осветници: Ера Алтрона (2015), Танос се накратко појављује у средини последње сцене. Бролин је поновио своју улогу.[16]
- У филму Осветници: Рат бескраја (2018), Таноса поново глуми Бролин.[17][18]
- Бролин је поновио своју улогу у четвртом наставку, Осветници: Крај игре (који је премијерно приказан у САД 26. априла 2019. године).[17][18]

### Видео-игре
Танос се појављује у играма:
- Marvel Super Heroes и Marvel vs. Capcom 2, а глас му је посудио Ендру Џексон;
- Lego Marvel Super Heroes;
- Lego Marvel's Avengers, а глас му је посудио Ајзак Синглетон;
- Marvel Future Fight;[19]
- Marvel: Contest of Champions;
- Marvel Puzzle Quest, додат је у децембру 2016. године;[20]
- Guardians of the Galaxy: The Telltale Series, са гласом Џејка Харта;[21]
- Marvel vs. Capcom: Infinite, поново са гласом Ајзака Синглетона;[22]
- Fortnite Battle Royale, у којој се појавила Рукавица бескраја која се насумично стварала на мапи; сваки играч који је покупи постаје Танос и има додатне способности.[23] Бролин (који је глумио Таноса) посудио је глас за ову игру;
- Lego Marvel Super Heroes 2;[24]
- Spider-Man Unlimited.[25]

### Романи
- Танос је протагонист у роману из 2017. године Танос: Смртна казна Стјуарта Мура.[26] Прича прати Таносову последњу шансу да освоји љубав Смрти након његовог пораза на крају стрипа Рукавица бескраја.